# زمین نوآباد
زمین نوآباد نام رمانی است از میخائیل شولوخوف نویسندهٔ روسی و خالق رمان عظیم «دن آرام». این کتاب که یکی از آثار مشهور ادبی جهان است، برای اولین بار در سال 1932 میلادی منتشر شد. محمود اعتمادزاده با نام مستعار «م.ا. به آذین» این کتاب و همین‌طور رمان «دن آرام» را به فارسی ترجمه کرده است.